# Gärtnerhaus Schloss Ritzebüttel
Das ehemalige Gärtnerhaus Schloss Ritzebüttel an der Südersteinstraße am Eingang des Schlossgartens, in der niedersächsischen Kreisstadt Cuxhaven im Landkreis Cuxhaven, stammt aus dem ersten Drittel des 19. Jahrhunderts.
Aktuell (2024) wird es als Tagungsort, Wohn- und Hochzeitshaus genutzt.
Das Gebäude in der Gruppe der Schlossbauten steht unter Denkmalschutz (siehe auch Liste der Baudenkmale in Cuxhaven).

## Geschichte und Beschreibung

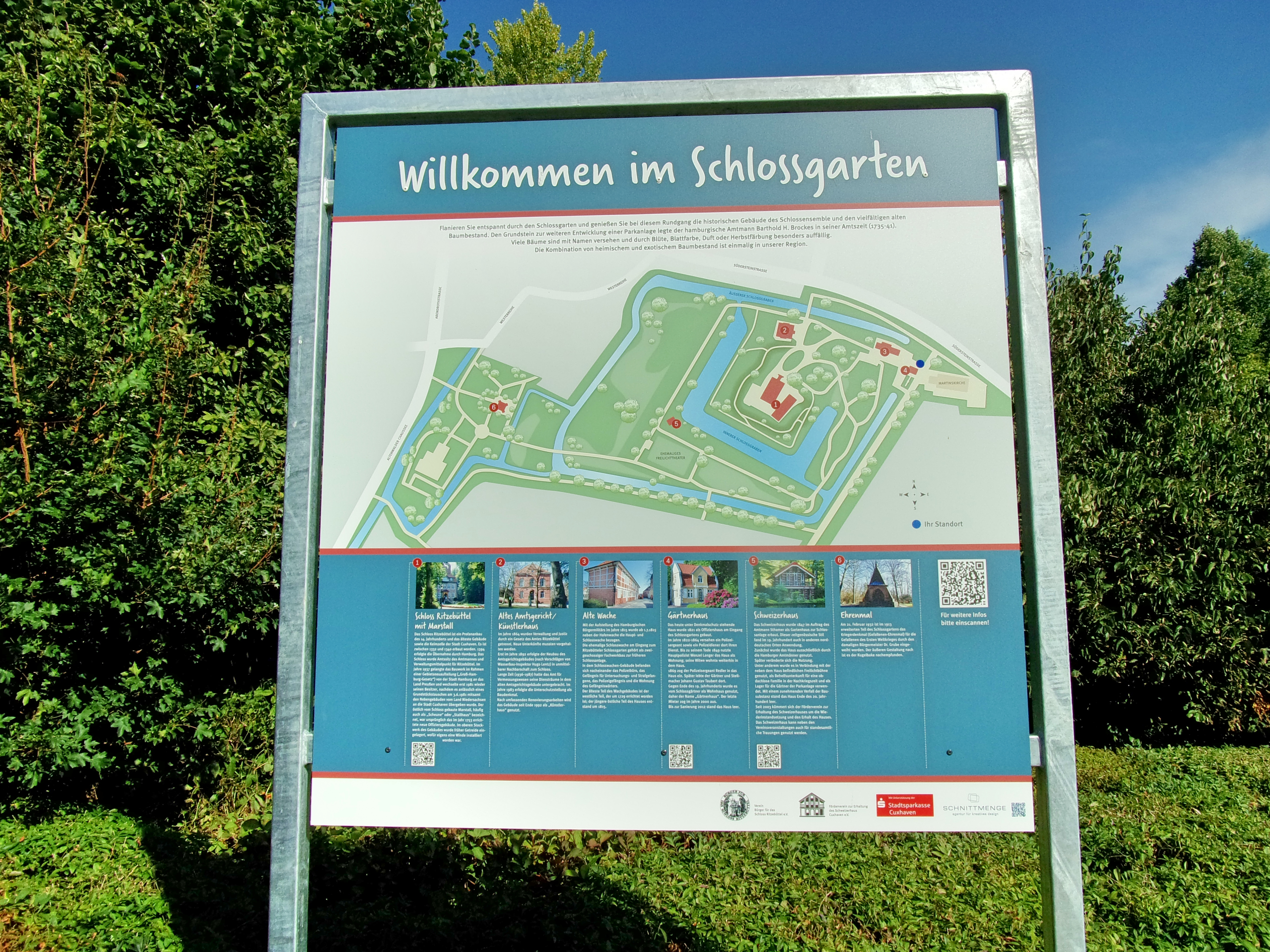
Nr. 4 im Plan

Schloss Ritzebüttel, als Burg zum Teil noch aus dem 14. Jahrhundert, umfasst das Schloss (Amtshaus) (14.–18. Jh.), den Marstall (1821), das Gerichtsgebäude (Künstlerhaus) (1892), das Alte Wachhaus (um 1750), die Toranlage, die Gartenanlage mit Gärtnerhaus (1821) und Gartenhaus als Schweizerhaus (1847), einen Gedenkstein (1797), das Ehrenmal (1932) sowie die Burggräben.
Das eingeschossige traufständige verputzte Gebäude mit hohem ziegelgedeckten Mansarddach wurde 1821 als Offiziershaus für das Schloss Ritzebüttel gebaut. Die symmetrische straßenseitige Eingangsfassade hat ein großes Dachhaus mit Rundbogenfenster.
Ein Polizeisergeant sowie ein Polizeidiener versahen dort ihren Dienst (1822–1864). Bis 1849 diente es auch als Wohnung des Hauptpolizisten Wenzel Langer; seine Witwe durfte in dem Gebäude weiter wohnen. Langers Nachfolger, Polizeisergeant Redler, zog 1869 in das Haus ein, das zwölf Jahre später auch das Meldebüro der Fremdenpolizei war. Später lebte dort der Schlossgärtner und Stellmacher Johann Gustav Taubert. Der letzte Mieter zog 2000 aus und das Haus wurde 2012/13 nach Leerstand saniert.
Das Landesdenkmalamt befand u. a.: „… ehemaliges Gärtnerhaus als Teil der Schlossanlage Ritzebüttel … .“